# Italjet
Italjet est une société de fabrication de scooter et moto italienne basée à Castel San Pietro Terme, fondée en 1959 à San Lazzaro di Savena par Leopoldo Tartarini, ces deux localités se situant dans la province de Bologne. 

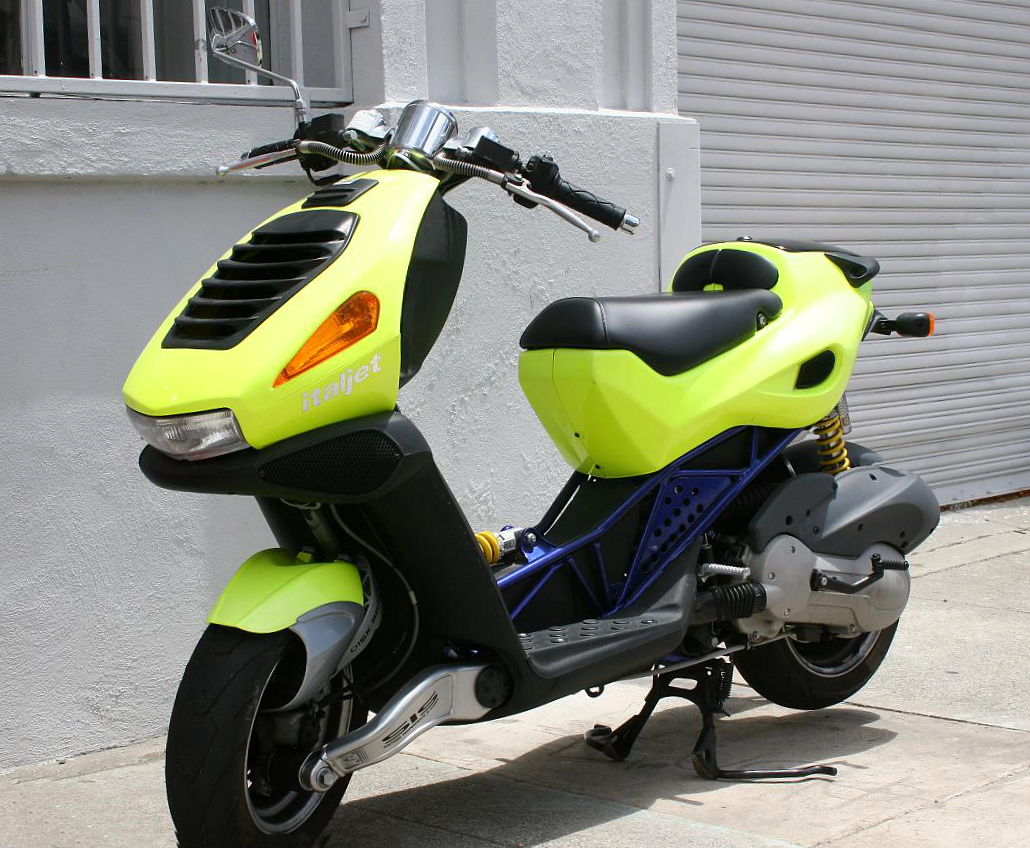
Scooter Dragter 180

Italjet a toujours été caractérisée pour la production de nouveaux modèles, non-conformiste et avant-gardiste.

## Compétition
En 2000, Italjet a également pris part à des courses du championnat du monde de vitesse moto en catégorie 125 cm3 avec différents pilotes comme Gabor Talmacsi, mais sans résultats significatifs. Elle se retira à la fin de la saison 2002.
Italjet, avec Bernie Schreiber (USA), a été second au champion du monde trial en 1979, sixième en 1981 et troisième en 1984 pour ensuite abandonner le trial.